# Giovanni di Salerno
Pour les articles homonymes, voir Salerno (homonymie).
Giovanni di Salerno (né à Salerne en Campanie, Italie, et mort à Rome après le 22 avril 1208) est un cardinal italien  du XIIe siècle et du début du XIIe siècle. Il est membre de l'ordre des bénédictins du Mont-Cassin.

## Biographie
Le pape Clément III le crée cardinal lors du consistoire du septembre 1190. Il ne participe pas à l'élection du pape Célestin III en 1191, mais participe à l'élection de  1198, lors duquel il décline la papauté en faveur  Lotario dei conti di Segni, qui devient le pape Innocent III. En 1195-1196 il est légat apostolique en Allemagne.
Le cardinal Giovanni est actif en Sicile en 1199 et est envoyé en 1201 en Angleterre, Écosse et Irlande, notamment pour régler un conflit entre l'archevêque Gottfried et son chapitre de la cathédrale de St. Paul à Londres et pour régler un conflit entre les évêques de  Saint Andrew's et Glasgow avec l'abbaye de Kelso.